# السفاح (كعيدنة)

تعديل مصدري - تعديل

السفاح هي إحدى قرى عزلة كعيدنة بمديرية كعيدنة التابعة لمحافظة حجة، بلغ تعداد سكانها 287 نسمة حسب تعداد اليمن لعام 2004.